# MDEA
Cet article concerne un psychotrope. Pour le solvant employé dans l'industrie et appelé également MDEA, voir N-méthyldiéthanolamine.
| Sigles de 2 caractères   |
| Sigles de 3 caractères   |
| ► Sigles de 4 caractères |
| Sigles de 5 caractères   |
| Sigles de 6 caractères   |
| Sigles de 7 caractères   |
| Sigles de 8 caractères   |

La MDEA ou MDE (3,4-méthylènedioxy-N-éthylamphétamine) est une substance psychotrope aux propriétés stimulantes et hallucinogènes de la famille des phényléthylamines.
Les usagers la rencontrent souvent involontairement sous la forme de comprimés généralement vendus comme de la MDMA.

## Pharmacologie
La MDEA provoque une libération massive de sérotonine dans le cerveau tout en inhibant sa recapture. Elle agit moins efficacement que la MDMA et la MDA pour la libération de dopamine et de noradrénaline.

## Effets et conséquences
Ses effets sont proches de ceux de la MDMA mais moins rapides et moins intenses.
Les effets physiques peuvent induire tachycardie, augmentation de la pression artérielle, mydriase, palpitations, nausées, vomissements.
La consommation de MDEA, comme celle des autres psychotropes à caractère hallucinogène, est susceptible de provoquer un bad trip, notamment si le consommateur prend une dose élevée ou n'apprécie pas le contexte de la prise.

### Effets recherchés
- désinhibition ;
- sensations d'énergie et de forme ;
- ivresse ;
- sensations de bien-être, d'euphorie et de bonheur ;
- sensation d'empathie d'où sa qualification d'empathogène ou d'entactogène ;
- exacerbation des sens (notamment tactile et sensibilité à la musique) ;
- sensations de stimulation et de relaxation simultanées.

## Production
Comme pour la plupart des « drogues de synthèse », la production s'effectue près des lieux de consommation grâce à la mise en œuvre de laboratoires clandestins mobiles.

## Législation
En France, la MDEA est classée comme stupéfiant.